# Crystal Reed

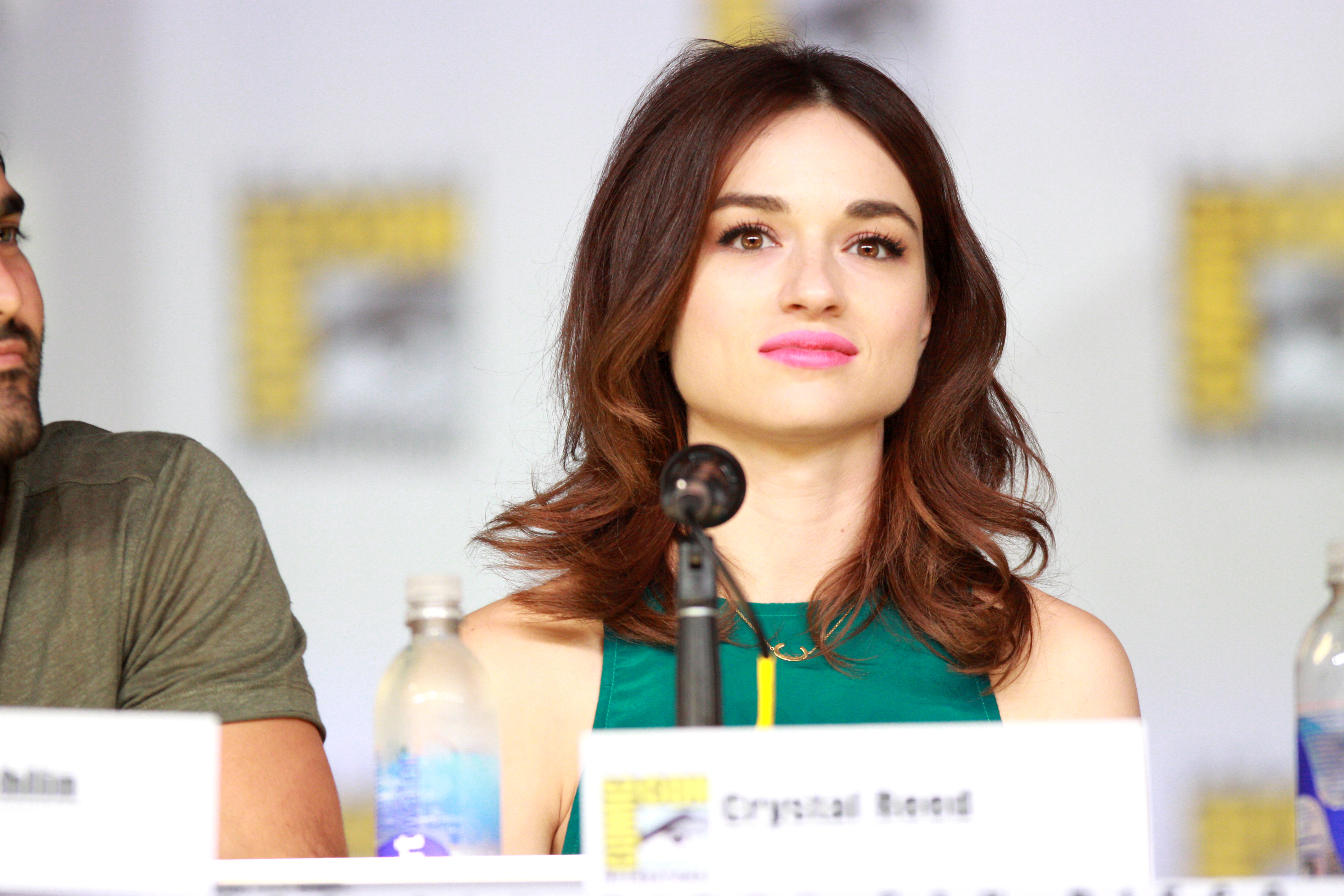
Crystal Reed bei der San Diego Comic-Con 2013

Crystal Marie Reed (* 6. Februar 1985 in Detroit, Michigan) ist eine US-amerikanische Schauspielerin. Am bekanntesten ist sie für ihre Rolle als „Allison Argent“ in der MTV-Serie Teen Wolf.

## Leben und Karriere
Die in Detroit im US-Bundesstaat Michigan geborene und in Roseville, Michigan aufgewachsene Reed begann ihre Schauspielkarriere noch in jungen Jahren. Bereits in der Junior High agierte sie in verschiedenen Theaterproduktionen ihrer Schule. So war sie unter anderem in den Stücken Anatevka oder Annie zu sehen und gehörte zu dieser Zeit der Macomb Junior Play Association an. Obgleich sie selbst nicht mehr so recht weiß, wie sie zur Schauspielerei kam, meint sie, dass sie schon immer das Theater liebte und dachte, dass ihr das Bühnenspiel viel Spaß bereiten könnte. So setzte sie ihre Karriere auch an der High School fort, wo sie nebenbei auch dem Tanzteam ihrer Schule angehörte, und in verschiedenen Theaterstücken, unter anderem Grease, mitwirkte. Gleich nach ihrer High-School-Zeit zog es Crystal Reed an die Wayne State University, wo sie in ein BFA-Programm aufgenommen und dadurch speziell gefördert wurde. Da sie vielfach nicht mit den Methoden zurechtkam, die ihr an der Universität gelehrt wurden, beschloss sie ihr Studium vorzeitig zu beenden und zog daraufhin nach Chicago. Während sie in der Großstadt im Bundesstaat Illinois ihrer Familie doch ziemlich nah war und auch die Zeit hatte zu überlegen, wohin ihr weiterer Karriereweg führen wird, begann sie in der knapp 3-Millionen-Einwohner-Stadt Schauspielunterricht zu nehmen. Nebenbei wurde sie auch als Model eingesetzt und war in kleineren Produktionen als Schauspielerin im Einsatz. Nachdem sie anfangs noch etwas ehrfürchtig einer Reise an die West Coast gegenüberstand, beschloss sie relativ bald doch noch den Weg nach Los Angeles anzutreten. Dabei kam sie zirka Mitte des Jahres 2009 an die Westküste, von wo aus sie in nur kurzer Zeit einen raschen und für sie persönlich „surreal wirkenden“ Durchbruch schaffte.
Obschon sie ihren ersten Auftritt vor einer Kamera bereits zu ihrer Zeit in Chicago hatte, wo sie für Pure Romance, eine eingetragene Marke für Sexspielzeug bzw. Sexspielzeug-Partys, warb, kam sie bereits kurz nach ihrer Zeit in Chicago zu ihrem ersten Job in Los Angeles. Hierbei wurde sie für einen Werbespot der Kosmetikfirma Maybelline gebucht. Zum ersten Mal auf einem Set stand Reed schließlich in der MTV-Produktion The Hard Times of RJ Berger, wo sie in einer Episode mit einer Gastrolle belegt wurde. Gedreht wurde diese Episode am 9. November 2009, exakt auf den Tag genau ein Jahr bevor der Film Skyline seine Premiere hatte, mit dem Reed ihren eigentlichen internationalen Durchbruch feierte. Während sie sich bereits mit der Fernsehserie Teen Wolf beschäftigte, um kurz danach auch schon in den offiziellen Cast der ab 2011 veröffentlichten Serie geholt zu werden, sprach Crystal Reed auch für eine Rolle im Film Skyline vor, der anfangs noch als kleiner Independentfilm gewertet wurde. Nachdem sie danach am Piloten zu Teen Wolf arbeitete und nicht absehbar war, wie lange es noch mit der Produktion des Piloten dauern würde, war man anfangs nicht sicher, ob man Reed, die beim originellen Casting gut abschnitt, noch für den Film einsetzen könnte. Kurz nachdem der Pilot zu Teen Wolf in den bereits zu Atlanta gehörenden Vororten fertiggedreht wurde, kam Reed zurück nach Kalifornien und begann umgehend mit dem Dreh von Skyline, wo sie schließlich in der Nebenrolle der Denise zu sehen war. Weitere Einsätze im Jahr 2010 hatte sie auch noch in jeweils einer Episode von CSI: Vegas, Rizzoli & Isles und CSI: NY. Daneben hatte sie auch eine kleine Rolle im Film Crazy, Stupid, Love., der im Sommer 2011 in die Kinos kam, wo sie unter anderem neben Steve Carell und Ryan Gosling zu sehen war.
Ab 2011 spielte sie die weibliche Hauptrolle in der MTV-Serie Teen Wolf. Vor Beginn des zweiten Teils der dritten Staffel wollte Reed die Serie verlassen, da sie sich mit 29 Jahren zu alt fühlte weiter eine 17-Jährige darzustellen und weil sie andere neue Erfahrungen sammeln möchte. Sie verließ die Serie schließlich am Ende der dritten Staffel im März 2014.
Zwischenzeitlich war sie bis Juni 2013 mit ihrem Schauspielkollegen Daniel Sharman zusammen.
Von 2013 bis 2019 führte Reed eine Beziehung mit dem Moderator Darren McMullen.

## Filmografie
Filme
- 2010: Skyline
- 2011: Crazy, Stupid, Love.
- 2012: Jewtopia
- 2012: Crush
- 2015: Too Late
- 2018: Ghostand
- 2022: Pinball: The Man Who Saved the Game
- 2023: Teen Wolf: The Movie

Serien
- 2010: CSI: Vegas (CSI: Crime Scene Investigation, Episode 10x21)
- 2010: The Hard Times of RJ Berger (Episode 1x03)
- 2010: Rizzoli & Isles (Episode 1x04)
- 2010: CSI: NY (Episode 7x03)
- 2011: Drop Dead Diva (Episode 3x08)
- 2011–2014, 2016: Teen Wolf (48 Episoden)
- 2017–2018: Gotham (12 Episoden)
- 2019: Swamp Thing (10 Episoden)